# Albin Lermusiaux

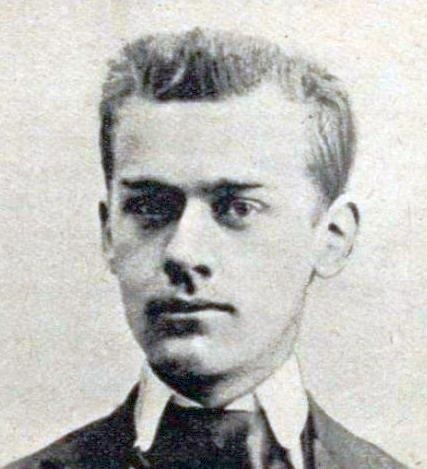
Albin Lermusiaux en 1896.

Albin Georges Lermusiaux, né le 9 août 1874 à Noisy-le-Sec et mort le 20 janvier 1940 à Maisons-Laffitte, est un athlète français, spécialiste des courses de demi-fond.
Il a notamment obtenu une médaille de bronze sur l'épreuve du 1 500 mètres aux Jeux olympiques de 1896.

## Biographie
Albin Lermusiaux est le fils de Florimond Lermusiaux, inspecteur à la Compagnie des chemins de fer de l'Est et personnalité du milieu du tir sportif en France. Fondateur de l'Union des Sociétés de Tir de France (USTF) en 1886, il a été directeur du concours national de tir, président des sociétés de tir de Clichy puis de Maisons-Laffitte et directeur du journal Le Tir national. Officier de la Légion d'honneur, il a également été membre du comité d'organisation des épreuves de tir des Jeux olympiques de Paris en 1900 et secrétaire-général de la Fédération internationale de tir sportif de 1907 à 1911, puis entre 1924 et 1927 sous la présidence de Daniel Mérillon.
En 1895, Albin Lermusiaux intègre les rangs du Racing Club de France et devient champion de France de cross-country. Il est à l'époque l'un des meilleurs demi-fondeurs français avec pour principal rival Michel Soalhat.
Il fait partie de la délégation d'athlètes français présente aux Jeux olympiques de 1896 à Athènes. Le 6 avril, Lermusiaux fait forte impression lorsqu'il gagne sa série de l'épreuve du 800 mètres avec un temps de 2 min 16 s 6. Sur le 1 500 mètres, alors qu'il mène la majeure partie de la course, il est dépassé dans la ligne droite finale par Teddy Flack et Arthur Blake et termine troisième en 4 min 37 s. Ce temps modeste est principalement dû à la mauvaise qualité de la piste, sachant qu'il avait amélioré son record en début d'année en 4 min 18 s. Le 9 avril, il déclare forfait pour la finale du 800 mètres afin de se préserver pour la course très attendue de marathon qui a lieu le lendemain. Lors de la course, il prend la tête et impose un train soutenu. Il se détache rapidement et met 52 minutes pour rejoindre le village de Pikermi situé un peu avant la mi-course. Il a alors trois kilomètres d'avance sur l'Australien Teddy Flack. Lorsqu'il traverse la localité de Karvati, des villageois qui voient en lui le futur vainqueur le coiffent d'une couronne d'olivier. 
Parti trop vite, son rythme ralentit cependant passé le 30e kilomètre. Il s'arrête un temps pour se soigner et se fait rattraper par Flack qui le dépasse, tout comme le Grec Spyrídon Loúis. Peu habitué à courir une telle distance, il décide d'abandonner après 32 kilomètres, terrassé par la chaleur et des crampes à l'estomac.
Toujours aux Jeux, il s'inscrit en tir dans l'épreuve de carabine d'ordonnance à 200 mètres. Sa place et son score ne sont pas connus car il ne termine pas dans les premières places.
Deux mois après, il bat le record du monde sur 1 500 mètres en 4 min 10 s 4 lors des championnats de France. L'Anglais Charles Bennett battra son record lors des Jeux à Paris en 1900. Le record de France sera quant à lui battu en 1901 par Henri Deloge.
Résidant rue de Parme à Paris, il se marie en 1899 à Lucie Weil, fille de l'armurier Emile Weil et limite ses apparitions en compétition. Exerçant le métier de placier en broderie, il est nommé en 1922 délégué général du bureau de la Fédération française d'athlétisme. En 1925, il occupe le poste de délégué à la presse puis, l'année suivante, de secrétaire général de l'Union des sociétés de tir de France.

## Palmarès

### En France
- Champion de France des 1 500 mètres, 5 000 mètres et de cross-country (ainsi que vice-champion de cette dernière discipline en 1896)[12], entre 1895 et 1896
- Recordman de France du 1 500 mètres de 1895 à 1901
- Recordman de France du Miles et du 3 000 mètres en 1895[13]
- Recordman de France des 3 milles (4 827 mètres) en 1895 (15 min 17 s 2)
- Prix Roosevelt en 1895 (3 milles)[14]

### Jeux olympiques
- Jeux olympiques de 1896 à Athènes
  -  Médaille de bronze sur 1 500 mètres
  - Finaliste du 800 mètres

## Filmographie
- Sous le nom d'Albin Lermuzaux, Denis Charvet reprend son rôle, en tant que marathonien des JO de 1896, dans Les Anneaux de la gloire, de Jean-Luc Miesch, en 1996.